# Brandon Marshall
Brandon Marshall (født 23. marts 1984 i Pittsburgh, Pennsylvania, USA) er en amerikansk footballspiller, der spiller i NFL som wide receiver for Seattle Seahawks. Han har spillet i NFL siden 2006, og har tidligere repræsenteret Miami Dolphins, Denver Broncos og Chicago Bears

## Klubber
- Denver Broncos (2006–2009)
- Miami Dolphins (2010–2011)
- Chicago Bears (2012–2014)
- New York Jets (2015–)